# Sbresa
Sbresa (oppure anche bresa o sbressa) è una varietà autoctona di olivo della sponda bergamasca del lago d'Iseo, presente negli uliveti delle regioni italiane di Lombardia e Veneto.

## Caratteristiche

### Generalità
Ecotipo della cultivar bergamasca Frantoio, la Sbresa è una pianta coriacea con chioma abbastanza espansa e globosa, una buona eradicazione (soprattutto nei terreni scoscesi), sopporta il freddo e lo stress idrico ma soffre la mosca. Sebbene sia autofertile si avvantaggia dell'impollinazione incrociata con altre varietà.

### Fiori e frutti
L'infiorescenza è media sia in lunghezza che per numero di fiori (16-18); l'aborto dell'ovario è medio.
La produzione e buona e costante; l'invaiatura è mediamente tardiva e le olive a completa maturazione assume un colore rosso vinoso che vira al nero. La drupa presenta una maturazione scalare con un peso medio di 1,6-2,5 g.

### Produzione e olio
La produzione, alta e costante, avviene soprattutto nella zona del Lago d'Iseo e nelle altre zone olivicole della bergamasca, soprattutto nel territorio di Scanzorosciate. La resa in olio è discreta: 16-18%. Il risultato è un olio leggero e profumato, fruttato armonico con note di piccante e amaro e sentori di mandorla e banana, giallo con riflessi marcati verdi; in più ha bassa acidità (0,2%) e un alto contenuto in polifenoli.